# Rhinobatos blochii
Espèce
Statut de conservation UICN

 LC  : Préoccupation mineure
La raie guitare épointée (Rhinobatos blochii) est une raie.
Le genre Rhinobatos est mal connu et la classification des différentes espèces y est encore incertaine.
Cette espèce est appelée « requin blanc » aux Seychelles, il ne faut pas la confondre avec le grand requin blanc qui n'a rien à voir.